# Origini dell'opera

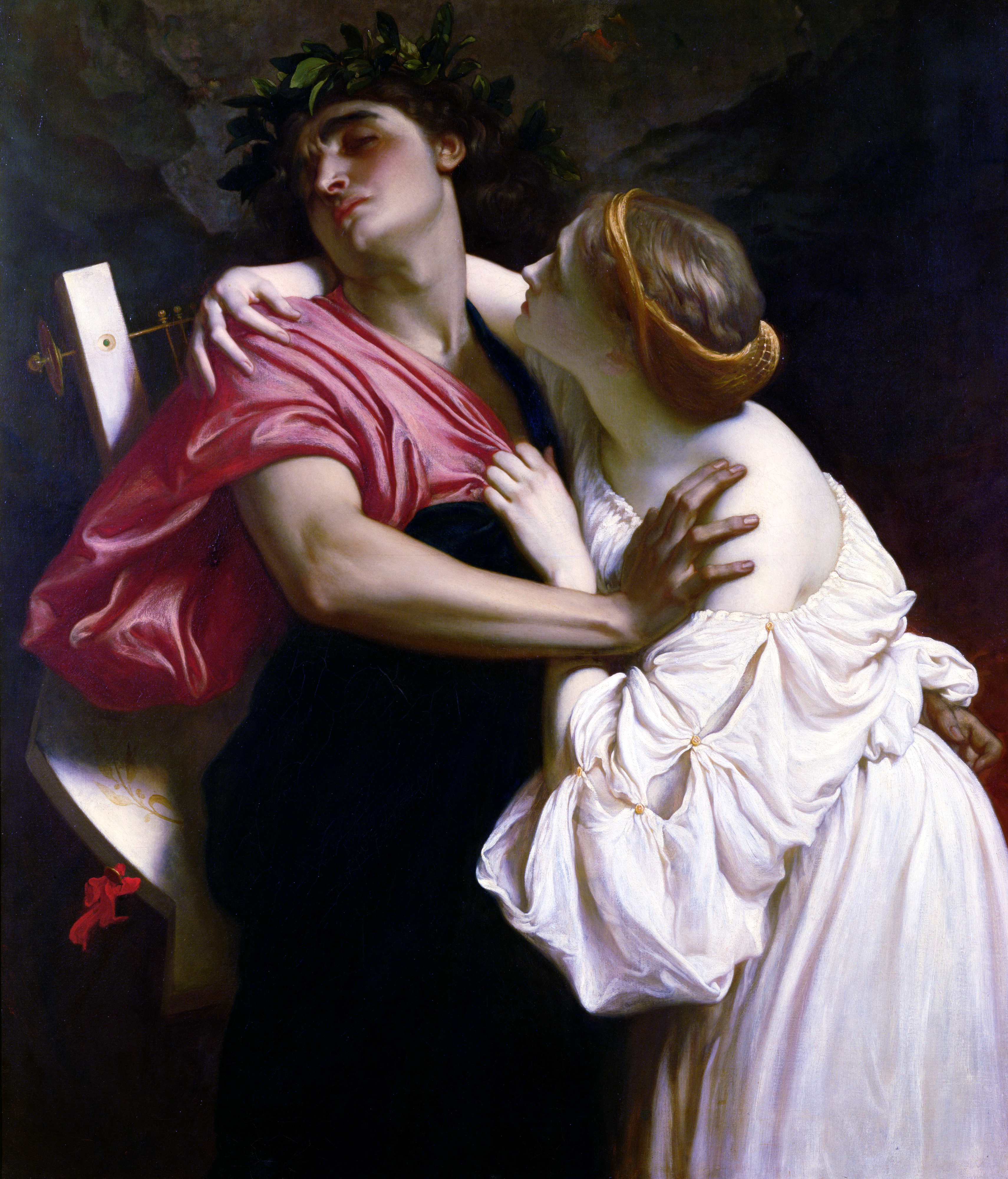
Orfeo ed Euridice
Frederic Leighton – 1864

Le origini dell'opera si collocano a cavallo tra il XVI e il XVII secolo.
La prima azione teatrale eseguita in pubblico della quale sono arrivate tracce complete fino ai nostri giorni fu l'Euridice composta da Jacopo Peri sul testo dell'egloga pastorale omonima del poeta fiorentino Ottavio Rinuccini.
La struggente storia d'amore fra i personaggi mitologici di Orfeo ed Euridice (argomento peraltro da molti ritenuto poco adatto alla circostanza) fu rappresentata il 6 ottobre 1600, a Firenze, in occasione dei festeggiamenti per le nozze di Maria de' Medici con il re di Francia Enrico IV.
Assistettero alla rappresentazione duecento invitati, molti dei quali, al termine, non mancarono – secondo le cronache dell'epoca – di manifestare una certa delusione. Tuttavia quella data era destinata a restare nella storia della musica.

## Orfeo, Euridice ed altri miti
Il tema di Orfeo fu al centro di quello che sarebbe stato il seme della moderna opera. La stampa della partitura dell'Euridice di Giulio Caccini (dicembre 1600) precedette di poco quella di Jacopo Peri (febbraio 1601), che corrisponde in misura più cospicua alla rappresentazione dell'ottobre 1602, mentre la partitura di Caccini era stata pubblicata senza che la sua versione fosse stata rappresentata interamente. Entrambe furono composte, non senza interferenze, sul medesimo libretto di Rinuccini.
Caccini era il grande rivale di Peri alla corte fiorentina e parte delle sue musiche erano state utilizzate anche nella rappresentazione del 1600.
Già un paio di anni prima – nel 1598 Peri aveva messo in musica assieme a Jacopo Corsi uno dei prodromi del melodramma, la Dafne, anch'essa su libretto di Rinuccini: la musica di questo lavoro è andata però quasi del tutto perduta. Lo stesso libretto sarà musicato anche dal compositore tedesco Heinrich Schütz, ed anche in questo caso la partitura risulta a tutt'oggi perduta.
Come si può notare, al centro dei primi tentativi di musicare i drammi dall'inizio alla fine vi sono storie mitologiche o pastorali. L'antico mito di Orfeo e di Euridice, oltre che nelle circostanze sopra citate, venne ripreso presto da diversi compositori (e lo sarà ancora, in futuro). Uno su tutti, Claudio Monteverdi, può ben considerarsi padre dell'opera lirica e del melodramma. Monteverdi nel 1607 musicò su apposito libretto di Alessandro Striggio, per il duca di Mantova (spettatore entusiasta a Firenze dell'Euridice di Peri), un proprio Orfeo, favola per musica in un prologo e cinque atti.

## Il "Recitar cantando"

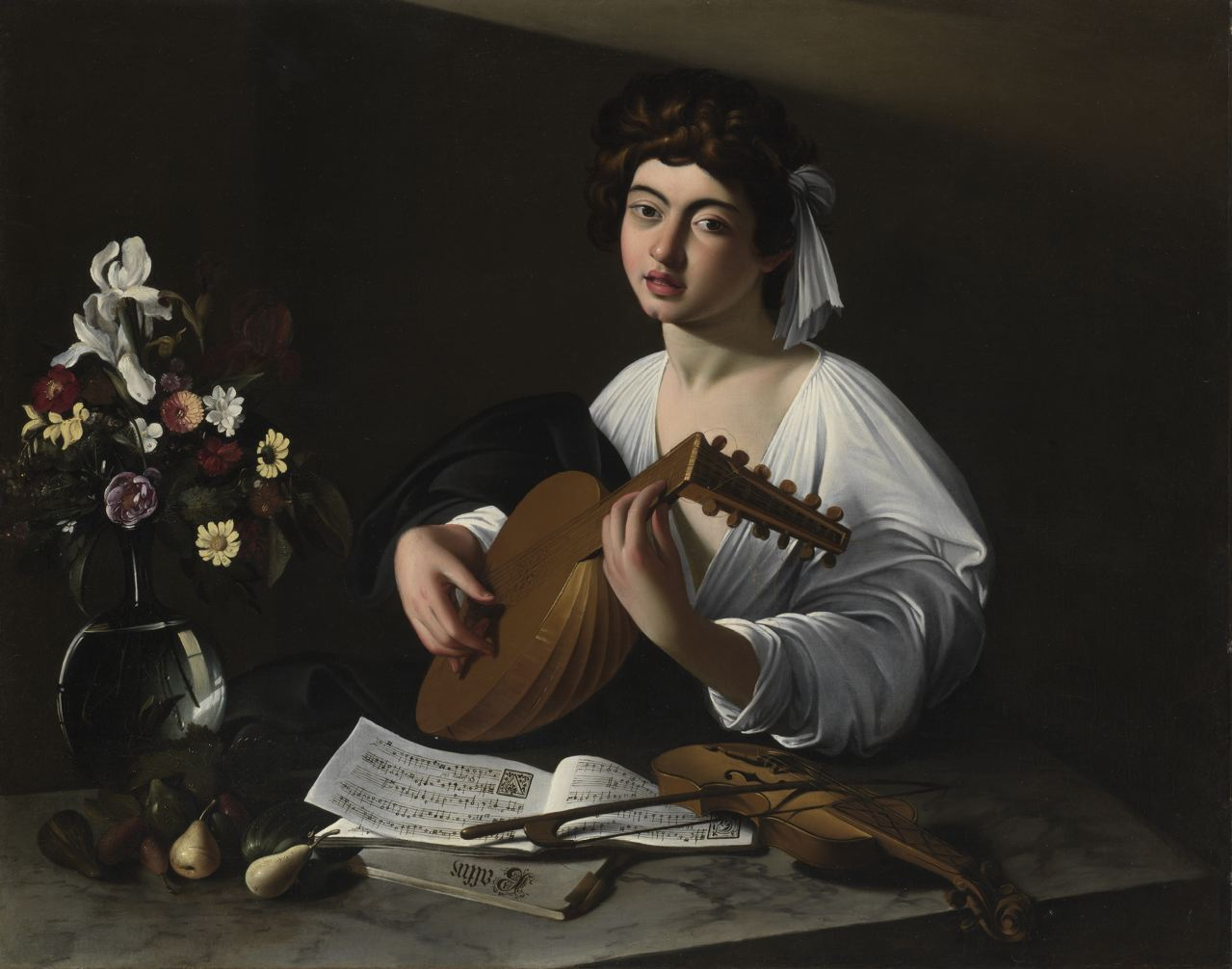
Caravaggio – Suonatore di liuto

La stagione del madrigale tradizionalmente inteso stava per esaurirsi e i tempi erano maturi perché potesse prendere forma il progetto a lungo teorizzato alla fine del Cinquecento dalla Camerata fiorentina dei Bardi: quel "Recitar cantando" di cui aveva già scritto Baldassarre Castiglione nel Cortegiano (1528): "... parmi gratissimo il cantare alla viola per recitare; il che tanto di venustà ed efficacia aggiunge alle parole ...".
In effetti, anche se il germe veniva da lontano, fu solo nel 1573 che un gruppo di nobili ed intellettuali fiorentini prese a riunirsi con assiduità per approfondire il rapporto tra poesia e musica.

## La Camerata de' Bardi e le "Nuove musiche"
Più precisamente, scopo di quella che veniva chiamata Camerata de' Bardi (dal nome del conte Giovanni de' Bardi) era quello di ricostituire l'"habitat" naturale delle antiche tragedie greche.
Il contenuto di queste assemblee è ben riassunto nel "Dialogo della musica antica e moderna" scritto da Vincenzo Galilei, padre di Galileo, il quale dette subito prova pratica di tali principi musicando il canto dantesco riguardante il conte Ugolino.
La teoria emergente voleva che si tenesse conto della semplicità della musica popolare per imitare i modelli naturali del discorso, osservando cioè come le persone parlavano a seconda dei differenti stati emotivi (appunto il recitar cantando). Occorreva perciò abbandonare le antiche formule dei complessi contrappunti per riscoprire la funzione puramente affettiva della musica, giungendovi con uno stile monodico semplice e lineare. Tali teorizzazioni saranno riprese nel 1602 da Giulio Caccini ne Le nuove musiche, ritenuto il vero e proprio manifesto della Camerata.